# Hajdúság
A Hajdúság az Alföld északi-északkeleti részén elhelyezkedő, néprajzilag és földrajzilag környezetétől jól elhatárolható terület. Egykor önálló közigazgatási egységet alkotott Hajdú kerület néven Hajdúböszörmény központtal, de ma már csak szokás alapján tartják számon. Egykori területe ma jórészt Hajdú-Bihar vármegyében található, annak is a közepén, észak–déli irányban, részben Debrecent is körülölelve.
Természetföldrajzi beosztása szerint két részből áll: A Hajdúhátból, illetve a Dél-Hajdúságból.

## Története
A hajdúk eredetileg, a 15-16. században az állatkereskedők által felfogadott marhahajcsárok voltak, a század végére azonban két csoportra szakadtak. Egy részük az uralkodó szolgálatában állt, és a végvárak védelmében vett részt, másik részük viszont, a „szabad hajdúk” a hagyományos életmódot folytatták, de keresetüket rablással, fosztogatással egészítették ki. Munkájukból adódóan jól bántak a fegyverrel, ezt bizonyították az 1514-es Dózsa-féle parasztfelkelés során, majd a törökök elleni harcokban is. Különösen a tizenöt éves háborúban (1590–1605) tűntek ki vitézségükkel, ezért is tartotta fontosnak Bocskai István, hogy a saját oldalára állítsa őket a Habsburgok elleni függetlenségi háború idején. A békekötés után Bocskai jelentős részüket letelepítette, fegyveres szolgálatért cserébe földet és munkát adott nekik, mentesítve őket a jobbágyi kötelességek alól.
Az eredetileg több mint 9000 főnyi hajdú katona letelepedésével alakult ki 1608-1609-re a hét ún. öreg- vagy nagy hajdúváros: Böszörmény, Dorog, Hadház, Nánás, Polgár, Szoboszló és Vámospércs. Ezek mindegyike az akkori Szabolcs vármegyében feküdt. Kiváltságaik, különállásuk megőrzése a megyével és a központi államigazgatással szemben nem kevés viszály és harc árán sikerülhetett. Erőiket egyesítve hozták létre a 17. század végén a Hajdúkerületet, ami a vármegyékkel egyenrangú, önálló törvényhatóságként működött, 1790 után követei részt vehettek az országgyűléseken, a nemesi felkeléshez katonákat állítottak és nem fizettek közadót. Központja Böszörmény volt, mint a legnépesebb és központi fekvésű város. A Hajdúkerület az 1876-os vármegyerendezésig létezett, ekkor alakították ki ugyanis a hajdúvárosokat is magába foglaló Hajdú vármegyét a szomszédos (de nem hajdúváros) Debrecen székhellyel.
A vármegye és vele a történelmi Hajdúság az első világháborút lezáró diktátum után is Magyarországon maradt. A második világháború után, az 1950-es megyerendezés során alakult ki a mai Hajdú-Bihar vármegye (akkor Hajdú-Bihar megye néven), ahol ma a Hajdúság szinte egésze található.